# Frederik Frison
Frederik Frison (født 28. juli 1992 i Geel) er en cykelrytter fra Belgien, der er på kontrakt hos Q36.5 Pro Cycling Team.